# Enino

Estructura de un enino conjugado

Un enino es un compuesto orgánico que consiste en un doble enlace (alqueno) y un triple enlace (alquino) Se llama enino conjugado cuando el doble y el triple enlace se encuentran conjugados (separado únicamente por un enlace simple).
La palabra proviene de la contracción de los términos "enlace" y "alquino".
El enino más simple es el vinilacetileno.